# Freedom Planet
Freedom Planet — видеоигра в жанре платформера с элементами action, разработанная и изданная независимой студией GalaxyTrail, основанной геймдизайнером Сабриной ДиДуро (англ. Sabrina DiDuro). Игрок управляет одним из трёх антропоморфных животных-протагонистов: драконихой Лайлак, дикой кошкой Кэрол или бассет-хаундом Миллой. При помощи инопланетянина Торка, трио пытается победить злодея Лорда Бревона, который планирует захватить галактику. Хотя игра фокусируется на скоростном прохождении, её уровни наполнены сценами боёв с более медленным действием.
Разработка Freedom Planet началась как фанатская игра по серии Sonic the Hedgehog, однако ДиДуро потеряла интерес в создании производной работы и начала создавать свою собственную игровую вселенную. На сайте DeviantArt она нашла художницу Цзиё Лин (англ. Ziyo Ling), которая заменила изначальных персонажей на её собственных. Лайлак, которая изначально была ежом, стала драконихой, антагонист доктор Эггман был заменён на Бревона, а от механики серии Sonic the Hedgehog с кольцами, защищающими от ударов врагов, разработчики отказались. Последующие изменения были предложены фанатами и встраивались в игру по мере разработки. Хотя Freedom Planet была разработана в Дании и Соединённых Штатах, графика была создана под влиянием Восточной Азии: фоны уровней выполнены в средневековом китайском стиле, а название игры написано на катакане.
Игра была выпущена для операционной системы Windows изначально в виде демоверсии в августе 2012 года. Позже, после успешной кампании на краудфандинговой площадке Kickstarter и нескольких задержек, полная версия игры стала доступна в системе цифровой дистрибуции Steam 21 июля 2014 года. Версия для Wii U была анонсирована в марте 2015 года, но отложена в августе того же года из-за технических трудностей. В результате, игра успешно вышла 1 октября 2015 года. Freedom Planet часто сравнивалась с серией игр про ежа Соника на платформе Mega Drive/Genesis. Игровая пресса хвалила игру за её геймплей, эстетику и смешивание своих уникальных игровых механик с механиками из серии Sonic the Hedgehog, но критиковали темп и продолжительность игры.
13 сентября 2022 года вышло продолжение Freedom Planet 2.

## Игровой процесс
Freedom Planet является двухмерным платформером с элементами жанра action. Графика выдержана в стиле 16-битных игр, выпущенных для консоли Mega Drive/Genesis, с сильным влиянием серии Sonic the Hedgehog.
Игрок принимает роль одного из персонажей, которые являются антропоморфными животными, и проходит уровни, сражаясь с врагами и преодолевая препятствия, перед тем как встретиться с боссом в конце этапа. У игрока есть шкала жизни, служащая защитой от атак противника, которая может быть восполнена сбором красных лепестков, а также самовосполняющаяся шкала энергии, которая используется для выполнения специальных приёмов персонажа. Игрок может заработать дополнительные жизни, собирая разбросанные по уровням синие кристаллы или освобождая существ, запертых в клетках. Игрок также может получить различные типы щитов, которые дают дополнительные возможности, такие как защиту от огня, способность дышать под водой или неуязвимость. Кроме того на уровнях спрятаны карточки, которые дают доступ к дополнительным материалам, таким как прослушивание музыки из игры и просмотр концепт-арта, а также бонусные жетоны, которые позволяют сыграть в призовом уровне после основного раунда.
В игре доступны три игровых персонажа: дракониха Лайлак, дикая кошка Кэрол и собака Милла. В дополнение к рукопашным приёмам, используемым для атаки противников, каждый из персонажей имеет свои уникальные способности, с помощью которых он может перемещаться по уровням различными способами:
- Лайлак может совершать двойной прыжок, а также рывком запускать себя в воздух, отталкиваясь от стен, и достигать более высоких мест на уровне.
- Кэрол во время бега способна сворачиваться для атаки перекатом и может карабкаться по стенам. Кроме того, собирая канистры с бензином, Кэрол может активировать свой мотоцикл, который позволяет ей совершать двойной прыжок и ездить по вертикальным поверхностям.
- Милла способна кидать желатиновые кубы и устанавливать наступательный щит. Совмещая оба приёма, Милла может выполнять атаку при помощи щита. Также она способна ненадолго отрываться от земли, хлопая своими ушами[10][16].

Игрок может выбрать режим прохождения: в режиме приключений сюжет подаётся с точки зрения выбранного персонажа, тогда как в классическом предполагается простое прохождение уровней по порядку, без просмотра кат-сцен. Кроме этого, в игре доступен режим «Time Attack», в котором предлагается прохождение уровней за минимальное время.

## Сюжет
Действие игры проходит на вымышленной планете Авалис (англ. Avalice), населённой антропоморфными животными.
Игра начинается, когда две подруги — дракониха Саш Лайлак (англ. Sash Lilac) и кошка Кэрол Ти (англ. Carol Tea) — спасают персонажа, похожего одновременно на утку и черепаху, по имени Торк (англ. Torque), чей космический корабль потерпел крушение. По просьбе Торка, трио отправляется на защиту мощного древнего артефакта, называемого «Королевским камнем» (англ. Kingdom Stone). Это втягивает их в конфликт между тремя нациями планеты: Шуиган (англ. Shuigang), страной, которая милитаризовалась после восшествия на престол нового короля, Шан Му (англ. Shang Mu), руководимой жадным Мэром Зао (англ. Mayor Zao), и Шан Ту (англ. Shang Tu), чей правитель-Магистр (англ. Royal Magister) оказался застигнут врасплох надвигающейся войной. Лайлак и Кэрол торопятся к святилищу королевского камня, но их останавливают панды-командиры Шан Ту, Генерал Гонг (англ. General Gong) и Нира Ли (англ. Neera Li), которые не верят, что камень находится в опасности, но вскоре убеждаются в обратном. Протагонисты отправляются вслед за похитителями и прибывают как раз в тот момент, когда артефакт похищает Спейд (англ. Spade), наёмник Зао. Когда святилище начинает разрушаться, Кэрол оказывается отрезанной от Лайлак, и её придавливает валуном. Однако, кошку спасает застенчивая бассет-хаунд, Милла (англ. Milla).
Очнувшись, Кэрол воссоединяется с Лайлак, после чего замечает притаившуюся в кустах Миллу. Героини принимают её, как новую подругу, и в честь этого Лайлак устраивает киносеанс в своём домике на дереве. Ночью Кэрол случайно забредает в палатку Торка и обнаруживает вместо него странного гуманоида. Испугавшись, она будит друзей, и Торку ничего не остаётся, кроме как раскрыть им свою тайну.
Торк рассказывает, что он на самом деле — пришелец с другой планеты, прибывший сюда, чтобы остановить межгалактического военачальника — лорда Арктивуса Бревона (англ. Arktivus Brevon), чей космический корабль также разбился на этой планете. Бревон вторгся в Шуиган, убил короля и промыл мозги наследному принцу, Дейлу (англ. Dail), чтобы тот стал марионеточным правителем. Кроме того, злодей намеревается украсть Королевский камень, чтобы сделать из него топливо для своего корабля. Протагонисты решают забрать камень у Зао, но по пути сталкиваются со Спейдом и помощником Бревона, змеем Серпентином (англ. Serpentine). Задержки дают время Дейлу и войскам Бревона украсть артефакт. Позже Зао посылает протагонистов в качестве делегации в Шан Ту, чтобы обсудить возможность создания альянса против Шуигана. Сразу после прибытия группу задерживает Магистр, так как Нира обвиняет их в исчезновении камня. Торка освобождают, после того как Лайлак лжесвидетельствует против себя. Вместе с Кэрол и Миллой, они совершают побег из тюрьмы, чтобы воссоединиться с Торком, но его схватывают Бревон и Серпентин.
Кэрол ссорится с Лайлак и покидает группу. Чувствуя свою вину, Лайлак посылает Миллу найти её, а сама отправляется спасать Торка, которого держат в ближайшей базе Бревона, однако лорд хватает её и подвергает пыткам. Тем временем, Кэрол и Милла объединяются со Спейдом, чтобы проникнуть в базу, где они спасают Лайлак, но во время последующей потасовки, вся группа вновь оказывается разделена. Нира находит Лайлак, арестовывает её и возвращает назад в Шан Ту, где Магистр понимает, что она невиновна и рассказывает о том, как Зао требует камень у Шуигана.
После выполнения задания Магистра, Лайлак воссоединяется с друзьями и убеждает Шан Му и Шан Ту объединить усилия против Дейла и армии Бревона. Во время битвы Бревон объявляет, что его корабль отремонтирован, поэтому Торк, Лайлак, Милла и Кэрол проникают на борт. Команда сражается против приспешников Бревона, включая мутировавшего Серпентина, и систем защиты корабля. Бревону удаётся поймать Миллу и превратить её в жуткого монстра, который начинает атаковать других протагонистов, из-за чего им приходится защищаться, пока она не падает без чувств. Разъярённые, Лайлак и Кэрол продолжают свой путь и, в конце концов, лицом к лицу сталкиваются с инопланетным военачальником. Герои атакуют Бревона и, в конечном итоге, им удаётся победить его, однако, в процессе драки, Королевский камень оказывается уничтоженным.
После того как группа возвращается на планету, Милла пробуждается от комы в медицинской палатке и видит, что небо сияет от вихря кристальной энергии, выпущенной из королевского камня. Три нации находят способ использовать энергию камня и делят её поровну, таким образом завершая конфликт. Торк прощается с Лайлак, Кэрол и Миллой и возвращается в космос.

## Разработка и выход игры
Концепт-арты Стивена ДиДуро
Freedom Planet была придумана американской дизайнеркой и программисткой Сабрина ДиДуро (Strife), которая создала независимую компанию GalaxyTrail для реализации проекта. Саундтрек был написан самой ДиДуро в сотрудничестве с пользователями сайтов VGMusic.com и Fur Affinity, Шейном Эллисом (англ. Shane «Blue Warrior» Ellis) и Лейлой Уилсон (англ. Leila «Woofle» Wilson). Изначально Freedom Planet разрабатывалась как любительская игра во вселенной Sonic the Hedgehog: на уровнях можно было найти золотые кольца, а антагонистом выступал Доктор Эггман, но впоследствии ДиДуро посчитала, что связь с Соником будет сдерживать игру, и потому она предпринял попытку создать собственных персонажей. Её усилия не увенчались успехом, однако ДиДуро нашла на сайте DeviantArt китайскую художницу Цзиё Лин, которая позволила ДиДуро использовать в проекте её персонажей — Лайлак, Кэрол и Миллу.
Люди, наблюдавшие ранний прогресс в разработке, посоветовали ДиДуро ещё больше отстраниться от франшизы Sega, и таким образом, золотые кольца в игре были заменены на красные лепестки, а способности персонажей подверглись изменениям. Изначально Цзиё нарисовала Лайлак в виде ежихи, однако ДиДуро изменила дизайн, и персонаж стал драконом. Способность отскакивать от стен была основана на похожей механике из игры Ristar. Первоначально уровень энергии драконихи зависел её от скорости, но оказалось, что этим параметром тяжело управлять.
В то время как Freedom Planet была разработана в Дании и Соединённых Штатах Америки, её графический стиль был создан под влиянием средневековой Восточной Азии и, в особенности, Китая. Графика игры также содержит отсылки к современной научной фантастике и фэнтези. Большое количество текста в игровом мире написано на китайском языке, а название игры использует катакану, хотя японоязычная версия игры не была выпущена.
Изначально Freedom Planet была выпущена в виде демоверсии для Windows в августе 2012 года. После того как разработка полной версии была профинансирована на краудфандинговой площадке Kickstarter, она появилась в сервисе Steam Greenlight и получила одобрение от пользователей на публикацию. Выпуск игры первоначально планировался на начало 2014 года, но затем был сдвинут на 30 июня, а затем ещё раз перенесён на 19 июля, так как разработчики хотели привлечь внимание к проекту на собрании в Майами и заодно избежать соперничества с играми, резко подешевевшими на время летней распродажи в Steam, которая проходила в тот момент. В результате, после третьей задержки игры была выпущена 21 июля. Чтобы прорекламировать игру, GalaxyTrail выпустила фирменные футболки, а Лайлак была включена в качестве пасхального яйца в любительской игре Sonic: After the Sequel, вышедшей в 2013 году. ДиДуро думал о выпуске игры на платформе Android, однако ввиду ограниченных финансовых ресурсов отказался от этой идеи и вместо этого нацелился на создание порта для PlayStation Vita. В конце 2014 года, Freedom Planet также вышла на сайте GOG.com. GalaxyTrail также разработала версии игры для платформ Mac OS X и Linux, которые были выпущены в Steam 17 апреля 2015 года.
9 марта 2015 года ДиДуро объявила на своей странице в социальной сети Twitter о том, что версия игры для консоли Wii U планируется к выходу в сервисе eShop в конце 2015 года. Чуть позже дата была скорректирована на 13 августа. Демоверсия была выпущена в рамках мероприятия «Nindies@home», где игрокам предлагалось попробовать несколько выходящих на Wii U игр между 15 и 22 июня. 28 июля GalaxyTrail подтвердила, что выпуск финальной версии не успеет к назначенной дате, а 18 августа ДиДуро объяснила, что причиной задержки консольной версии является «ошибка, приводящая к зависанию консоли» и релиз не может состояться пока она не будет исправлена. Позже руководитель уточнила, что обнаружение ошибки заняло такое большое время, так как она проявлялась только на обычных моделях Wii U, продаваемых в розницу, из-за чего GalaxyTrail и Nintendo долгое время не могли понять её причину. Ошибка требовала жёсткой перезагрузки системы для исправления, что могло потенциально повредить аппаратное обеспечение Wii U. Тем не менее, проблема была решена и игра была успешно выпущена в сервисе eShop 1 октября.
После выпуска, для игры были созданы загружаемые дополнения (DLC). Первое из них, вышедшее для персональных компьютеров в декабре 2015 года, добавило Торка в качестве игрового персонажа, а также сюжетную кампанию за Миллу. Версия для Wii U, а также дополнение для возможности игры за Спейда (по состоянию на 2015 год) находились в разработке и предполагалось, что станут доступными в 2016 году.

## Оценки и мнения

### До выпуска
Тони Понс с сайта Destructoid позитивно отозвался о демоверсии Freedom Planet: он посчитал, что «хорошо наблюдать, как проверенная временем формула применяется к новому миру с оригинальными персонажами». Джеффри Матулеф, рецензент издания Eurogamer, схожим образом описал опубликованный фрагмент игры, охарактеризовав его как «правильно выполненный соникоподобный инди-платформер», и положительно высказался об изменённой механике восстановления здоровья. Доминик Тарисон с сайта IndieStatik, который получил от разработчиков специальную сборку игры, в которой сразу была доступна Милла, хотя и похвалил игру за «новую и необычную конфигурацию» элементов классических 16-битных игр, но также отметил, что игра «возможно слишком сильно придерживается ограничений 16-битной эпохи, особенно в размере видимого игрового поля». Обозреватель IndieGames.com Джон Полсон посчитал, что «такие трюки, как мёртвые петли или бег по стенам, не столь эффектны, чтобы хотеть их выполнять или наблюдать за процессом», однако он заключил, что «каждому фанату платформенных игр следует загрузить демоверсию».
Натан Грейсон с сайта Kotaku похвалил демоверсию за её баланс между использованием элементов серии про Соника на консоли Genesis и собственными идеями GalaxyTrail. Критик описал игру как «оммаж на классического Соника, за исключением нововведений», а также положительно отозвался о врагах в игре. Также Грейсон отметил, что у него возникали небольшие проблемы с управлением, хотя и предположил, что они могли быть связаны с использованием геймпада Xbox 360 вместо клавиатуры. Рецензент посчитал, что скорость игры медленнее, чем в играх на Genesis из-за добавленных элементов битвы, которые принесли в жертву чувство «погружения в классические уровни Соника», хотя, с другой стороны, это дало игроку необходимое время, чтобы «оглядеться по сторонам, посмотреть на окружение и подумать: „Эй, я хочу побольше исследовать этот мир!“». Грейсон подытожил, что чувство скорости в игре было «цельным», но подверг критике озвучивание персонажей.
Понс похвалил графику, которую он посчитал приятной для глаза из-за лёгкой окантовки спрайтов, хотя и отрицательно отозвался о слабом дизайне передних планов. Кроме того, Понс отметил небольшие проблемы, связанные с аудио- и визуальными эффектами, самым заметным из которых было повторное использование звуковых эффектов из игр про Соника на Genesis, но остался под хорошим впечатлением от музыки в игре. Тарисон положительно отнёсся к музыке и графике, а также к разнообразию дизайна уровней и игровых персонажей.

### После выпуска
| Сводный рейтинг       | Сводный рейтинг                               |
| Агрегатор             | Оценка                                        |
| --------------------- | --------------------------------------------- |
| GameRankings          | - 84 % (Wii U) - 85 % (PC) - 85,21 % (Switch) |
| Metacritic            | 84/100 (Wii U) 83/100 (PC)                    |
| Иноязычные издания    |                                               |
| Издание               | Оценка                                        |
| Destructoid           | 7 из 10 (PC)                                  |
| Eurogamer             | 8/10                                          |
| GameSpot              | 7/10                                          |
| Hardcore Gamer        | [ 36 ]                                        |
| Nintendo Life         | 8/10                                          |
| Nintendo World Report | 9 из 10 (Wii U)                               |
| Push Square           | 7/10                                          |
| Русскоязычные издания |                                               |
| Издание               | Оценка                                        |
| Stratege              | 80 % (Wii U)                                  |

Игра была положительно принята критиками. На сайтах GameRankings и Metacritic средняя оценка составляет 84 % и 84/100 в версии для Wii U и 80 % и 81/100 для PC.
Джаханзеб Хан с сайта Hardcore Gamer посчитал, что проект является достойным наследником игры Sonic 3 & Knuckles, вышедшей в 1994 году, которую он назвал вершиной серии, и что «возможно, это самая похожая игра на серию про Соника, начиная с 1994 года, и она выглядит как настоящая эволюция серии, являясь шагом вперёд». С этим мнением согласился Джонатан Аллин, рецензент датской версии Eurogamer, которому не нравились никакие из версий игр про Соника, вышедшие после эпохи Mega Drive/Genesis. Обозреватель Polygon Гриффин МакЭлрой посчитал, что Freedom Planet успешно выполняет «сложное балансирование, используя и трансформируя элементы из таких игр, как Sonic the Hedgehog и Rocket Knight Adventures, при этом не являясь их клоном». МакЭлрой и рецензент испаноязычного сайта MeriStation, Пабло Табоада, сравнили игру с работами компании Treasure. Табоада выразил сожаление, что игра является малоизвестной, и предположил, что если бы Treasure смогла получить права на Соника и выпустить Freedom Planet как официальный сиквел, то это бы принесло игре намного большую популярность.
Хан посчитал, что уровни «никогда не оставляют ощущения, что они слишком коротки или неоправданно длинны», а также отметил, что ему понравились такие элементы, как «сцены погони, лабиринты, ловушки и даже сегмент уровня в стиле shoot 'em up». У Табоада остались противоречивые чувства от короткости игры: он посчитал, что это отлично подходит для любителей скоростного прохождения, однако неудовлетворительно для игроков, которые желают поглубже погрузиться в игру. Тем не менее, обозреватель отметил, что ему понравились большие уровни в стиле игр в жанре метроидвания. Рецензент японского сайта 4Gamer посчитал, что необычные элементы игры позволяют долгое время играть без скуки.
Относительно графики Табоада заявил, что «технически, она превосходная». Он похвалил цветные и детализированные задние фоны, экспрессивную анимацию персонажей, звуковые эффекты и музыку. С ним согласился Хан, отметив, что «каждый дюйм источает художественное разнообразие со спрайтами в высоком разрешении, которые напоминают качество старых игр». Он отозвался о звуковом сопровождении как о «хорошей смеси цепляющих мелодий в стиле чиптюн и заразительных синтетических ритмах». И Хан, и 4Gamer отметили в своих обзорах использованный разработчиками восточно-азиатский графический стиль игры. Табоада посчитал, что каждый доступный персонаж был симпатичным и интересным для игры. Аллин неожиданно для себя оказался заинтересован историей, раскрывающейся в игре, но посчитал, что большинство игроков не поймут её из-за отсутствия терпения просмотреть все кат-сцены.

### Влияние
25 декабря 2015 года GalaxyTrail анонсировали сиквел игры — Freedom Planet 2. По заверениям разработчиков, продолжение будет содержать в себе динамику и основных персонажей первой части (в том числе Ниру Ли в качестве нового игрового персонажа), но игра не будет стилизована под ретро-аркаду. Freedom Planet 2 будет работать на движке Unity, а её целевыми платформами являются Windows, OS X, Linux и платформы Nintendo. Разработчики поставили себе целью завершение создания бета-версии к середине 2017 года. Демоверсия игры вышла 14 декабря того же года, при этом, 19 декабря она получила обновление, которое улучшало некоторые аспекты игры. Однако, в связи с задержками, разработчик объявил, что выпуск сиквела состоится не раньше лета 2019 года. Впоследствии дата выхода игры была перенесена на 13 сентября 2022 года.

## Продажи
Летом 2018 года, благодаря уязвимости в защите Steam Web API, стало известно, что точное количество пользователей сервиса Steam, которые играли в игру хотя бы один раз, составляет 169 651 человек.

## Продолжение
Вторая игра в серии, Freedom Planet 2, которая, по-видимому, финансировалась самими GalaxyTrail, находилась в разработке. В отличие от оригинальной игры, она была разработана с использованием нового движка Unity и имеет более высокое разрешение пиксельной графики, чем его предшественник. С целью «определения идентичности Freedom Planet» как франшизы все персонажи из оригинальной игры были переработаны Тайсоном Таном, отвечавшим также за дизайн новых персонажей. Хотя ранние концепт-арты на официальном сайте игры остались без изменений, Тайсон экспериментировал с новым художественным стилем, выкладывая рисунки на DeviantArt. Также выяснилось, что в работе над сиквелом принимал участие разработчик Sonic Mania Кристиан Уайтхед, помогая ДиДуро с написанием исходного кода и отвечая за перенос физики с Clickteam Fusion (движка первой игры) на Unity. Игра была доступна в виде игровой демоверсии в Steam с самого начала её разработки.
Freedom Planet 2 представляет новую механику и вносит изменения на основе прошлых отзывов. В игре представлены новые механики, такие как охрана, возрождение и гибкая система сложности с помощью заранее экипированных бонусов. Из-за успеха Freedom Planet её продолжение на этот раз полностью самофинансируется, и для него не планировалась кампания Kickstarter. «Freedom Planet 2» рекламировалась через несколько предварительных просмотров трейлеров на канале GalaxyTrail на YouTube. В начале 2017 года, наряду с трейлерами, показывающими игровой процесс трио, был объявлен четвёртый игровой персонаж — Нира Ли.
Дата выхода сиквела изначально была запланирована на 2017 год, затем была перенесена на 2018 год, затем на весну/лето/конец 2019 года, а также на 2020 год и на весну 2022 года. После нескольких задержек Freedom Planet 2 наконец была выпущена 13 сентября 2022 года на компьютерах Microsoft Windows. Консольные порты продолжения должны были быть выпущены в середине 2023 года. Версия для Linux планировалась к выпуску одновременно с версией для Windows, но по неизвестным причинам была отложена на неопределённый срок в запланированный день выпуска.